# 테일러 급수

사인 함수의 테일러 급수의 수렴. 검은 선은 사인 함수의 그래프이며, 색이 있는 선들은 테일러 급수를 각각 1차(빨강), 3차(주황), 5차(노랑), 7차(초록), 9차(파랑), 11차(보라), 13차(분홍) 항까지 합한 것이다.

미적분학에서 테일러 급수(Taylor級數, 영어: Taylor series)는 도함수들의 한 점에서의 값으로 계산된 항의 무한합으로 해석함수를 나타내는 방법이다.

## 정의
매끄러운 함수 {\displaystyle f\colon \mathbb {R} \to \mathbb {R} } 및 실수 {\displaystyle a\in \mathbb {R} } (또는 정칙 함수 {\displaystyle f\colon \mathbb {C} \to \mathbb {C} } 및 복소수 {\displaystyle a\in \mathbb {C} })가 주어졌을 때, {\displaystyle f}의 테일러 급수는 다음과 같은 멱급수이다.
{\displaystyle T_{f}(x)=\sum _{n=0}^{\infty }{\frac {f^{(n)}(a)}{n!}}\,(x-a)^{n}=f(a)+f'(a)(x-a)+{\frac {1}{2}}f''(a)(x-a)^{2}+{\frac {1}{6}}f'''(a)(x-a)^{3}+\cdots }
여기서 {\displaystyle n!}은 {\displaystyle n}의 계승을, {\displaystyle f^{(n)}(a)}는 {\displaystyle f}의 {\displaystyle a}에서의 {\displaystyle n}계 도함수를 말한다. 특히 0계 도함수는 원래 함수 자신이다. {\displaystyle a=0}일 때의 테일러 급수를 매클로린 급수(영어: Maclaurin series)라고 부른다.

### 다변수 테일러 급수
테일러 급수는 또한 둘 이상의 변수의 함수로 일반화될 수 있다. {\displaystyle d}개의 변수를 갖는 매끄러운 함수 {\displaystyle f\colon \mathbb {R} ^{d}\to \mathbb {R} }의 테일러 급수는 다음과 같다.
{\displaystyle {\begin{aligned}&T_{f}(x_{1},\dots ,x_{d})\\&=\sum _{n_{1}=0}^{\infty }\sum _{n_{2}=0}^{\infty }\cdots \sum _{n_{d}=0}^{\infty }{\frac {(x_{1}-a_{1})^{n_{1}}\cdots (x_{d}-a_{d})^{n_{d}}}{n_{1}!\cdots n_{d}!}}\,\left({\frac {\partial ^{n_{1}+\cdots +n_{d}}f}{\partial x_{1}^{n_{1}}\cdots \partial x_{d}^{n_{d}}}}\right)(a_{1},\dots ,a_{d})\\&=f(a_{1},\dots ,a_{d})+\sum _{j=1}^{d}{\frac {\partial f(a_{1},\dots ,a_{d})}{\partial x_{j}}}(x_{j}-a_{j})\\&\qquad +{\frac {1}{2!}}\sum _{j=1}^{d}\sum _{k=1}^{d}{\frac {\partial ^{2}f(a_{1},\dots ,a_{d})}{\partial x_{j}\partial x_{k}}}(x_{j}-a_{j})(x_{k}-a_{k})\\&\qquad +{\frac {1}{3!}}\sum _{j=1}^{d}\sum _{k=1}^{d}\sum _{l=1}^{d}{\frac {\partial ^{3}f(a_{1},\dots ,a_{d})}{\partial x_{j}\partial x_{k}\partial x_{l}}}(x_{j}-a_{j})(x_{k}-a_{k})(x_{l}-a_{l})+\cdots \end{aligned}}}
예를 들어, 두 개의 변수 x, y에 의존하는 함수에 대해 점 (a, b)에 관한 2차식을 위한 테일러 급수는 다음과 같다.
{\displaystyle \sum _{k=0}^{\infty }\sum _{i=0}^{k}{\frac {(x-a)^{k-i}(y-b)^{i}}{(k-i)!i!}}\left.{\frac {\partial ^{k}f}{\partial x^{k-i}\partial y^{i}}}\right|_{(a,b)}=f(a,b)+(x-a)f_{x}(a,b)+(y-b)\,f_{y}(a,b)+{\frac {1}{2}}\left((x-a)^{2}f_{xx}(a,b)+2(x-a)(y-b)f_{xy}(a,b)+(y-b)^{2}f_{yy}(a,b)\right)+\cdots }
여기서 첨자는 각각의 편미분을 나타낸다.

## 성질

### 수렴성
매끄러운 함수의 경우, 일반적으로 테일러 급수는 수렴할 필요가 없고, 설사 수렴하더라도 원래 함수와 다를 수 있다. 예를 들어,
{\displaystyle x\mapsto {\begin{cases}\exp(-1/x^{2})&x\neq 0\\0&x=0\end{cases}}}
는 매끄러운 함수이며, 0에서의 모든 차수의 도함수들이 0이다. 따라서 0에서의 테일러 급수는 (모든 항이 0이므로) 수렴하지만, 원래 함수와 다르다. 테일러 급수가 원래 함수로 수렴하는 경우를 해석 함수라고 한다.
반면, 복소 함수의 경우, 모든 정칙 함수는 테일러 급수가 항상 원래 함수로 수렴한다. 즉, 모든 정칙 함수는 해석 함수이다.

### 오차
테일러 급수를 다음 식으로 나타낸다고 할 때,
{\displaystyle f(x)=\sum _{k=0}^{n}{\frac {f^{(k)}(a)}{k!}}(x-a)^{k}+R_{n+1}(x)}
마지막 항인 {\displaystyle R_{n+1}(x)}을 f의 나머지 항 또는 절단오차라 하는데, [a, x] 또는 [x, a]에 속하는 적당한 실수 b에 대해 다음과 같이 쓸 수 있다.
- {\displaystyle R_{n+1}(x)={\frac {f^{(n+1)}(b)}{(n+1)!}}(x-a)^{n+1}.}

## 증명
미적분학의 제2 기본정리로부터
{\displaystyle \int _{a}^{x}f'(t)dt=f(x)-f(a)}
이다.
이때 위 식을 다음과 같이 변형하자.
{\displaystyle \int _{a}^{x}f'(t)dt=\int _{a}^{x}(-1){(-f'(t))}dt}
이제, 이를 이용하여 부분적분을 시행하자.
{\displaystyle -1}을 적분할 함수, {\displaystyle -f'(t)}를 미분할 함수로 잡자. 이때 {\displaystyle f(t)}가 무한하게 미분가능하면 부분적분을 무한하게 할 수 있으므로 다음과 같이 무한히 시행하여 보면
{\displaystyle \int _{a}^{x}(-1)(-f'(t))dt}
{\displaystyle =\left[-(x-t)f'(t)-{\frac {(x-t)^{2}}{2}}f''(t)-{\frac {(x-t)^{3}}{6}}f'''(t)-\cdots \right]_{a}^{x}}
단, 여기서 -1을 계속 적분할 때 -1의 한 부정적분을 구해서 써주면 되는데, 적분변수 t와 관계없는 값 x를 상수취급하여 x-t를 부정적분으로서 구했다.
이제 위 식을 풀면
{\displaystyle \left[-(x-t)f'(t)-{\frac {(x-t)^{2}}{2}}f''(t)-{\frac {(x-t)^{3}}{6}}f'''(t)-\cdots \right]_{a}^{x}}
{\displaystyle =(x-a)f'(a)+{\frac {(x-a)^{2}}{2!}}f''(a)+{\frac {(x-a)^{3}}{3!}}f'''(a)+\cdots =f(x)-f(a)}
그러므로, 매끄러운 함수 f(x)에 대하여
{\displaystyle f(x)=f(a)+(x-a)f'(a)+{\frac {(x-a)^{2}}{2!}}f''(a)+{\frac {(x-a)^{3}}{3!}}f'''(a)+\cdots }
이 된다.

## 예
모든 다항식의 매클로린 급수는 다항식 자기 자신이다.
대표적인 테일러 급수의 예로는 다음이 있다. 테일러 급수가 수렴할 조건을 괄호에 제시하였다.
{\displaystyle {\frac {1}{1-x}}=\sum _{n=0}^{\infty }x^{n}=1+x+x^{2}+x^{3}+\cdots \qquad (|x|<1)}
{\displaystyle \exp x=\sum _{n=0}^{\infty }{\frac {x^{n}}{n!}}=1+x+{\frac {1}{2!}}x^{2}+{\frac {1}{3!}}x^{3}+\cdots \qquad \forall x}
{\displaystyle \sin x=\sum _{n=0}^{\infty }{\frac {(-1)^{n}}{(2n+1)!}}x^{2n+1}=x-{\frac {x^{3}}{3!}}+{\frac {x^{5}}{5!}}-\cdots \qquad \forall x}
{\displaystyle \cos x=\sum _{n=0}^{\infty }{\frac {(-1)^{n}}{(2n)!}}x^{2n}=1-{\frac {x^{2}}{2!}}+{\frac {x^{4}}{4!}}-\cdots \qquad \forall x}
{\displaystyle \tan x=\sum _{n=1}^{\infty }{{B_{2n}(-1)^{n}2^{2n}(1-(2^{2n}))}x^{2n-1} \over {(2n)!}}={x^{1} \over 1}+{x^{3} \over 3}+{{2\cdot x^{5}} \over {15}}+{{17\cdot x^{7}} \over {315}}+\cdots \;\;\;\left(\left|x\right|<{\frac {\pi }{2}}\right)} (단, {\displaystyle B}는 베르누이 수)
{\displaystyle \ln(1-x)=-\sum _{n=1}^{\infty }{\frac {x^{n}}{n}}=-x-{\frac {1}{2}}x^{2}-{\frac {1}{3}}x^{3}-{\frac {1}{4}}x^{4}-\cdots \qquad (|x|<1)}
{\displaystyle \ln(1+x)=\sum _{n=1}^{\infty }{\frac {-(-1)^{n}}{n}}x^{n}=x-{\frac {x^{2}}{2}}+{\frac {x^{3}}{3}}-{\frac {x^{4}}{4}}+\cdots \qquad (|x|<1)}

### 다변수 테일러 급수의 예
다음과 같은 함수의 원점에서의 테일러 급수를 계산해 보자.
{\displaystyle f(x,y)=e^{x}\log {(1+y)}.}
먼저, 우리가 필요한 편미분을 계산하면,
{\displaystyle f_{x}(0,0)=e^{x}\log(1+y){\bigg |}_{(x,y)=(0,0)}=0,}
{\displaystyle f_{y}(0,0)={\frac {e^{x}}{1+y}}{\bigg |}_{(x,y)=(0,0)}=1,}
{\displaystyle f_{xx}(0,0)=e^{x}\log(1+y){\bigg |}_{(x,y)=(0,0)}=0,}
{\displaystyle f_{yy}(0,0)=-{\frac {e^{x}}{(1+y)^{2}}}{\bigg |}_{(x,y)=(0,0)}=-1,}
{\displaystyle f_{xy}(0,0)=f_{yx}(a,b)={\frac {e^{x}}{1+y}}{\bigg |}_{(x,y)=(0,0)}=1.}
따라서 테일러 급수는 다음과 같다.
{\displaystyle T_{f}(x,y)=y+xy-{\frac {1}{2}}y^{2}+\cdots }

## 역사
테일러 급수의 개념은 스코틀랜드의 수학자 제임스 그레고리(영어: James Gregory)가 발견했고, 1715년에 영국의 수학자 브룩 테일러(영어: Brook Taylor)가 공식적으로 발표했다. 0인 지점에서의 테일러 급수를 특별히 매클로린 급수(Maclaurin series)라 하는데, 18세기에 테일러 급수의 이 특별한 경우를 광범위하게 사용되도록 만든 콜린 매클로린(영어: Colin Maclaurin)의 이름에서 유래됐다.
테일러급수는 많은 분야에 활용되고 있다. 일례로 머신러닝의 최적화 과정을 수행할 때 쓰이기도 한다.

## 같이 보기
- 테일러 정리
- 급수
- 로랑 급수
- 퓌죄 급수
- 형식적 멱급수
- 파데 근사
- 베르누이 수
- 그레고리 급수

## 참고 문헌
- Abdelwahab Kharab; Ronald B. Guenther (2013). 《An Introduction to Numerical Methods A MATLAB Approach》 [이공학도를 위한 수치해석]. 학산미디어. ISBN 978-89-966211-8-8.